# Liga Mexicana del Pacífico 1991-92
La Temporada 1991-92 de la Liga Mexicana del Pacífico fue la 34.ª edición, llevó el nombre de Humberto Galaz Vega y comenzó el 8 de octubre de 1991.
En esta temporada Ostioneros de Guaymas y Potros de Tijuana suspendieron su participación, por lo que se desaparecieron las Zonas (Norte y Sur), se continua con el sistema de competencia de puntos, dividiendo la temporada en dos vueltas y se amplió el calendario de 70 a 80 juegos. 
Durante la campaña se lanzaron dos juego sin hit ni carrera el mismo día en una jornada de doble juego.
La temporada finalizó el 27 de enero de 1992, con la coronación de los Naranjeros de Hermosillo al vencer 4-1 en serie final a los Mayos de Navojoa.

## Sistema de competencia

### Temporada regular
La temporada regular se dividió en dos vueltas, abarcando un total de 80 juegos a disputarse para cada uno de los ocho clubes. Al término de cada mitad, se asigna un puntaje que va de 1 a 8 puntos en forma ascendente, según la clasificación (standing) general de cada club. El equipo con mayor puntaje se denomina campeón del rol regular. A continuación se muestra la distribución de dicho puntaje:
- Primera posición: 8 puntos
- Segunda: 7 puntos
- Tercera: 6 puntos
- Cuarta: 5 puntos
- Quinta: 4 puntos
- Sexta: 3 puntos
- Séptima: 2 puntos
- Octava: 1 puntos

### Semifinal
Para la etapa de semifinales, pasan los cuatro equipos con mayor puntaje sobre la base de las dos mitades de la temporada regular. De esta manera, el cuarto se enfrenta como visitante al primero a ganar 5 juegos de 9, mientras que el tercero visita al segundo.

### Final
Se da entre los equipos que ganaron en la etapa de semifinales, a ganar 4 de 7 juegos.

## Calendario
- Número de Juegos: 80 juegos

## Datos Sobresalientes
- Timber Mead, lanza un juego sin hit ni carrera el 27 de octubre de 1991, con los Algodoneros de Guasave en contra de Águilas de Mexicali, siendo el número 33 en la historia de la LMP.

- Isaac Jiménez, lanza un juego sin hit ni carrera el 27 de octubre de 1991, con los Águilas de Mexicali en contra de Algodoneros de Guasave, siendo el número 34 en la historia de la LMP.

## Equipos participantes
| Liga Mexicana del Pacífico 1991-92 |           |             |                           |                          |           |
| Equipo                             | Fundación | Mánager     | Ciudad                    | Estadio                  | Capacidad |
| Águilas de Mexicali                | 1948      | Por definir | Mexicali, Baja California | Nido de los Águilas      | 9,000     |
| Algodoneros de Guasave             | 1970      | Por definir | Guasave, Sinaloa          | Francisco Carranza Limón | 8,000     |
| Cañeros de Los Mochis              | 1947      | Por definir | Los Mochis, Sinaloa       | Emilio Ibarra Almada     | 6,000     |
| Mayos de Navojoa                   | 1950      | Por definir | Navojoa, Sonora           | Manuel Ciclón Echeverría | 8,000     |
| Naranjeros de Hermosillo           | 1944      | Por definir | Hermosillo, Sonora        | Héctor Espino            | 10,000    |
| Tomateros de Culiacán              | 1965      | Por definir | Culiacán, Sinaloa         | General Ángel Flores     | 10,000    |
| Venados de Mazatlán                | 1945      | Por definir | Mazatlán, Sinaloa         | Teodoro Mariscal         | 6,000     |
| Yaquis de Ciudad Obregón           | 1947      | Por definir | Ciudad Obregón, Sonora    | Tomás Oroz Gaytán        | 10,000    |

## Standings

### Primera vuelta
| Equipos                  | JJ | JG | JP | JE | PCT  | JV  | PTS |
| ------------------------ | -- | -- | -- | -- | ---- | --- | --- |
| Águilas de Mexicali      | 37 | 21 | 13 | 3  | .618 | -   | 8   |
| Tomateros de Culiacán    | 38 | 22 | 15 | 1  | .595 | 0.5 | 7   |
| Mayos de Navojoa         | 38 | 17 | 16 | 5  | .515 | 3.5 | 6   |
| Yaquis de Ciudad Obregón | 38 | 17 | 16 | 5  | .515 | 3.5 | 5   |
| Cañeros de Los Mochis    | 38 | 18 | 19 | 1  | .486 | 4.5 | 4   |
| Algodoneros de Guasave   | 38 | 17 | 20 | 1  | .459 | 5.5 | 3   |
| Naranjeros de Hermosillo | 38 | 15 | 21 | 2  | .417 | 7.0 | 2   |
| Venados de Mazatlán      | 37 | 15 | 22 | -  | .405 | 7.5 | 1   |

### Segunda vuelta
| Equipos                  | JJ | JG | JP | JE | PCT  | JV  | PTS |
| ------------------------ | -- | -- | -- | -- | ---- | --- | --- |
| Mayos de Navojoa         | 41 | 25 | 16 | -  | .610 | -   | 8   |
| Naranjeros de Hermosillo | 39 | 22 | 16 | 1  | .579 | 1.5 | 7   |
| Águilas de Mexicali      | 39 | 22 | 17 | -  | .564 | 2.0 | 6   |
| Venados de Mazatlán      | 40 | 20 | 20 | -  | .500 | 4.5 | 5   |
| Algodoneros de Guasave   | 41 | 19 | 22 | -  | .463 | 6.0 | 4   |
| Tomateros de Culiacán    | 38 | 17 | 20 | 1  | .459 | 6.0 | 3   |
| Yaquis de Ciudad Obregón | 40 | 18 | 22 | -  | .450 | 6.5 | 2   |
| Cañeros de Los Mochis    | 40 | 15 | 25 | 1  | .375 | 9.5 | 1   |

### General
| Equipos                  | JJ | JG | JP | JE | PCT  | JV   | PTS |
| ------------------------ | -- | -- | -- | -- | ---- | ---- | --- |
| Águilas de Mexicali      | 76 | 43 | 30 | 3  | .589 | -    | 14  |
| Mayos de Navojoa         | 79 | 42 | 32 | 5  | .567 | 1.5  | 14  |
| Tomateros de Culiacán    | 76 | 39 | 35 | 2  | .527 | 4.5  | 10  |
| Naranjeros de Hermosillo | 77 | 37 | 37 | 3  | .500 | 6.5  | 9   |
| Yaquis de Ciudad Obregón | 78 | 35 | 38 | 5  | .479 | 8.0  | 7   |
| Algodoneros de Guasave   | 79 | 36 | 42 | 1  | .461 | 9.5  | 7   |
| Venados de Mazatlán      | 77 | 35 | 42 | -  | .454 | 10.0 | 7   |
| Cañeros de Los Mochis    | 78 | 33 | 44 | 1  | .428 | 12.0 | 5   |

| Avanza a Play-offs |

## Play-offs
|  | Semifinales | Semifinales | Semifinales |         |            | Final      | Final | Final |  |
|  |             |             |             |         |            |            |       |       |  |
|  |             |             |             |         |            |            |       |       |  |
|  | Hermosillo  | Hermosillo  | 5           |         |            |            |       |       |  |
|  | Hermosillo  | Hermosillo  | 5           |         |            |            |       |       |  |
|  | Mexicali    | Mexicali    | 1           |         |            |            |       |       |  |
|  | Mexicali    | Mexicali    | 1           |         | Hermosillo | Hermosillo | 4     |       |  |
|  |             |             |             |         | Hermosillo | Hermosillo | 4     |       |  |
|  |             |             | Navojoa     | Navojoa | 1          |            |       |       |  |
|  | Culiacán    | Culiacán    | Navojoa     | Navojoa | 1          | 4          |       |       |  |
|  | Culiacán    | Culiacán    |             |         |            | 4          |       |       |  |
|  | Navojoa     | Navojoa     | 5           |         |            |            |       |       |  |
|  | Navojoa     | Navojoa     | 5           |         |            |            |       |       |  |
|  |             |             |             |         |            |            |       |       |  |

### Semifinales
| Equipos                  | JJ | JG | JP | PCT  | JV  |
| ------------------------ | -- | -- | -- | ---- | --- |
| Naranjeros de Hermosillo | 6  | 5  | 1  | .833 | -   |
| Mayos de Navojoa         | 9  | 5  | 4  | .556 | -   |
| Tomateros de Culiacán    | 9  | 4  | 5  | .444 | 1.0 |
| Águilas de Mexicali      | 6  | 1  | 5  | .167 | 4.0 |

| Avanza a la final |

### Final
| Equipos                  | JJ | JG | JP | PCT  | JV  |
| ------------------------ | -- | -- | -- | ---- | --- |
| Naranjeros de Hermosillo | 5  | 4  | 1  | .800 | -   |
| Mayos de Navojoa         | 5  | 1  | 4  | .200 | 4.0 |

Game 1
Naranjeros - Mayos de Navojoa 1:8
Game 2
Mayos - Naranjeros 9:4
Game 3
Naranjeros - Mayos 2:7
Game 4
Mayos - Narajeros 13:4
Game 5
Narajeros - Mayos 7:2
| Campeón                                 |
| Naranjeros de Hermosillo Temp . 1991-92 |

## Cuadro de honor
| Equipos                  | Posición   |
| ------------------------ | ---------- |
| Naranjeros de Hermosillo | Campeón    |
| Mayos de Navojoa         | Subcampeón |
| Tomateros de Culiacán    | 3° Lugar   |
| Águilas de Mexicali      | 4° Lugar   |
| Yaquis de Ciudad Obregón | 5° Lugar   |
| Algodoneros de Guasave   | 6° Lugar   |
| Venados de Mazatlán      | 7° Lugar   |
| Cañeros de Los Mochis    | 8° Lugar   |

## Designaciones
A continuación se muestran a los jugadores más valiosos de la temporada.
| Designación         | Ganador                      | Equipo                   |
| ------------------- | ---------------------------- | ------------------------ |
| Jugador Más Valioso | Ricardo Solís                | Naranjeros de Hermosillo |
| Pitcher del Año     | Tim Burcham                  | Yaquis de Ciudad Obregón |
| Novato del año      | Miguel Flores                | Naranjeros de Hermosillo |
| Mánager del Año     | Tim Johnson                  | Naranjeros de Hermosillo |
| Mánager Campeón     | Tim Johnson                  | Naranjeros de Hermosillo |
| Campeón de Bateo    | Ty Gainey                    | Cañeros de Los Mochis    |
| Campeón de Pitcheo  | Tim Burcham                  | Yaquis de Ciudad Obregón |
| Gerente del año     | Marco Antonio Manzo Martínez | Naranjeros de Hermosillo |